# Chimalpopoca
Chimalpopoca ("Rokend Schild", overleden 1427) was de hueyi tlahtoani van Tenochtitlan van 1417 tot 1427. Hij was de opvolger van zijn vader Huitzilihuitl. Chimalpopoca raakte verstrikt in twisten met de Tepaneken van Azcapotzalco. Nadat hij door hen gevangen werd genomen en in een kooi was tentoongesteld, pleegde hij zelfmoord. Hij werd opgevolgd door zijn oom Itzcoatl.
Chimalpopoca was ook de naam van een zoon van Motecuhzoma II die omkwam tijdens gevechten tegen de Spanjaarden.
Tenoch ·
Acamapichtli ·
Huitzilihuitl ·
Chimalpopoca ·
Itzcoatl ·
Motecuhzoma I ·
Axayacatl ·
Tizoc ·
Ahuitzotl ·
Motecuhzoma II ·
Cuitlahuac ·
Cuauhtémoc